# بخش فرانکلین (شهرستان کوشوکتون، اوهایو)
بخش فرانکلین (به انگلیسی: Franklin Township) یک منطقهٔ مسکونی در ایالات متحده آمریکا است که در شهرستان کوشاکتن، اوهایو واقع شده‌است.
 بخش فرانکلین ۶۴٫۹ کیلومتر مربع مساحت و ۱٬۲۲۹ نفر جمعیت دارد و ۲۳۶ متر بالاتر از سطح دریا واقع شده‌است.